# Ultra HD Blu-ray
Blu-ray Ultra HD é um formato de armazenamento de dados de disco óptico digital que substitui o Blu-ray.. Os discos Blu-ray Ultra HD não são compatíveis com os leitores de Blu-ray padrão existentes. O Blu-ray Ultra HD suporta vídeo 4K UHD (resolução de 3840×2160p) com taxas de quadro de até 60 quadros por segundo, codificado usando Codificação de Vídeo de Alta Eficiência Os discos suportam HDR, aumentando a profundidade de cor para 10 bits por cor, e uma maior gama de cores do que o suportado pelo Blu-ray convencional.

## Especificações
As especificações permitem três capacidades de disco, cada uma com sua própria taxa de dados: 50GB com 82Mbit/s, 66GB com 108Mbit/s e 100GB com 128Mbit/s.. A tecnologia Blu-ray Ultra HD foi licenciada em meados de 2015 e os players tiveram uma data de lançamento prevista para o Natal de 2015 O Blu-ray Ultra HD usa uma nova revisão do AACS DRM, AACS2.
Em 12 de maio de 2015, a Blu-ray Disc Association revelou as especificações completas e o logotipo oficial do Blu-ray Ultra HD. Ao contrário de DVDs e Blu-rays convencionais, o novo formato 4K não possui codificação de região.

## Títulos Iniciais
Em 1 de março de 2016, o BDA lançou o Blu-ray Ultra HD com suporte obrigatório para vídeo HDR10 Media Profile e suporte opcional para Dolby Vision.
A partir de 23 de janeiro de 2018, a especificação BDA v3.2 também inclui suporte opcional para HDR10+ e Philips/Technicolor SL-HDR2.

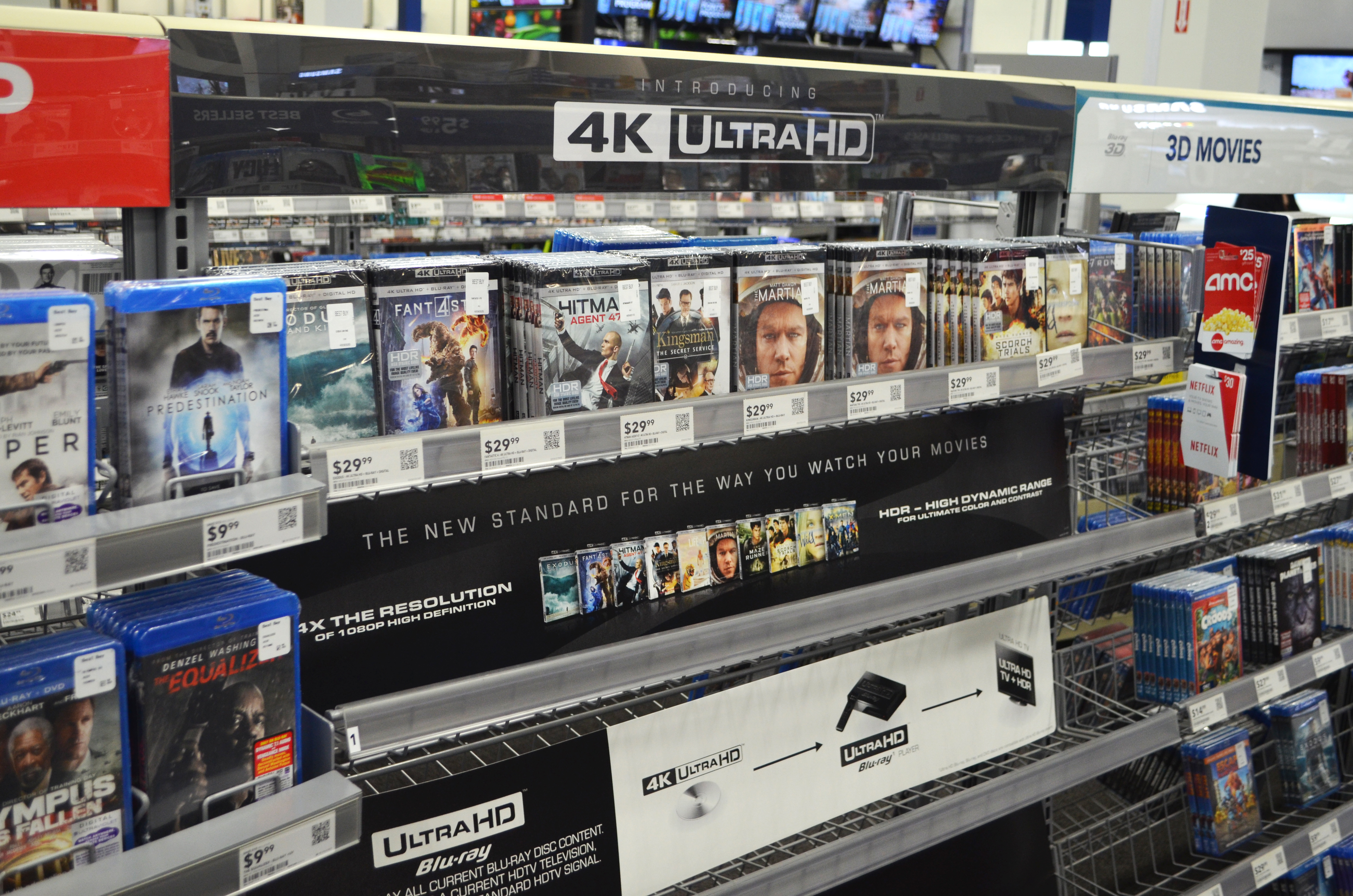
Lançamento antecipado em 4K Blu-ray na Best Buy.

Os primeiros Discos Blu-ray Ultra HD 4K foram oficialmente lançados por quatro estúdios em 1º de março de 2016:
- A Sony Pictures Home Entertainment lançou O Incrível Homem-Aranha 2, Salt, Hancock, Chappie, Pineapple Express, e The Smurfs 2[8];
- Lionsgate Home Entertainment lançou Sicario, The Last Witch Hunter, The Expendables 3, e Ender's Game[9];
- Warner Home Video lançou Mad Max: Fury Road, O Filme Lego, Pan, e San Andreas[10];
- A 20th Century Fox Home Entertainment lançou The Martian, Kingsman: O Serviço Secreto, Êxodo: Deuses e Reis, X-Men: Dias de Futuro Passado, Maze Runner: As Provas de Escaldante, O Corredor do Labirinto, Selvagem, Hitman: Agente 47, Quarteto Fantástico, e Vida de Pi[11].

Os primeiros Discos Blu-ray Ultra HD 4K lançados oficialmente por outros estúdios aconteceu após 1 de março de 2016:
- A Paramount Home Media Distribution lançou Star Trek e Star Trek Into Darkness em 14 de junho de 2016.[12]
- A Universal Pictures Home Entertainment lançou Lucy, Oblivion, e Lone Survivor em 9 de agosto de 2016[13].
- Warner Music Group, em 22 de maio de 2017, lançou Sammi Cheng Touch Mi 2 World Tour. Foi oficialmente o primeiro concerto ao vivo do mundo lançado em formato Blu-ray UHD. Foi a primeira produção de show ao vivo gravada em 4K na região, a produção em campo e o trabalho de pré-produção foram iniciados em novembro de 2016[14].
- A Walt Disney Studios Home Entertainment lançou os Guardians of the Galaxy Vol. 2 em 22 de agosto de 2017[15][16].

## Vendas e Recepção
As vendas de aparelhos de Blu-ray UHD foram modestas em comparação aos aparelhos de discos de vídeo da geração mais antiga, com base nos dados oficiais de vendas dos EUA da Consumer Technology Association (CTA). O pico de vendas ocorreu em 2017 com 884.000 unidades vendidas e as vendas caíram nos últimos anos desde então, como todas as vendas de aparelhos de disco. Enquanto isso, as gerações anteriores de aparelhos de disco vendiam mais de quatro vezes mais unidades por ano do que o UHD Blu-ray.